# Rita von Falkenhain
Rita von Falkenhain ist eine fünfteilige Fernsehserie von Peter Hill aus dem Jahr 1989. Sie wurde im Auftrag des Fernsehens der DDR produziert.

## Handlung
Antrittsbesuche
Rita Oldendorf ist Ende 20, unverheiratet und hat mit ihrem Partner Guido Maibaum den gemeinsamen Sohn Stefan, der in den Kindergarten geht. Die Beziehung beginnt zu kriseln, als Rita sich zur Wahl als Bürgermeisterin im 8000-Seelen-Ort Falkenhain in der Nähe von Magdeburg aufstellen lässt. Veranstaltungsorganisator Guido hatte vor, Rita einen Heiratsantrag zu machen und gehofft, dass sie ihm nach Berlin folgen wird, da er ein Jobangebot als Orchesterdirektor in der Hauptstadt erhalten hat. Rita jedoch begibt sich nach Falkenhain, wo sie verspätet erscheint: Der Streit mit Guido früh hat Zeit gekostet und ihr Trabant hat eine Reifenpanne. Sie wird von LKW-Fahrer Oswald Nottke, genannt Ossi, mitgenommen, der ihr gegenüber jedoch sehr anzügliche Kommentare macht. Rita stellt sich im Rathaus vor, wo sie auch vom bisherigen Amtsinhaber Felix Grotjahn begrüßt wird, mit dem sie befreundet ist. Felix hat das Amt 17 Jahre innegehabt und wird zukünftig als Standesbeamter in Falkenhain tätig sein. Die Folgetage bis zur Wahl stellt sich Rita den verschiedenen Gruppen vor Ort persönlich vor und wird schließlich zur Bürgermeisterin gewählt. Dennoch treten ihr die Einwohner skeptisch gegenüber: Sie gilt als zu jung und ist vor allem den älteren Frauen als unverheiratete Mutter suspekt. Moritz Michalek, Wirt des Gasthauses Zum Weißen Ross, hilft Rita, ersten Anschluss zu finden. Ossi wiederum nimmt sich ihr gegenüber Freiheiten heraus, die schließlich darin münden, dass er mit einer Leiter in ihr Schlafzimmer einsteigen will. Rita und ihre Vermieterin vertreiben ihn. Drei Tage später erscheint Ossi mit seiner zukünftigen Braut auf dem Standesamt. Rita will die Heirat verhindern, da Ossi ihr noch kurz zuvor nachgestellt hat, doch sieht Felix keinen Grund zum Eingreifen. Als sie an der Brautgesellschaft vorbeigeht, sagt sie daher Ossi, dass ihre Vermieterin gegen ihn Anzeige wegen Hausfriedensbruchs gestellt hat. Es wird deutlich, dass Ossi Rita nachgestellt hat und die Braut flüchtet aus dem Standesamt. In der Kleinstadt wird Ritas Aktion zwiespältig betrachtet. Rita erkennt, dass sie sich blamiert hat und will gehen, doch hält Felix sie auf, da man aus seinen Fehlern lernen kann. Am nächsten Tag kehrt sie ins Rathaus zurück.
Ein Lächeln zu viel
Rita Oldendorf ist seit drei Monaten Bürgermeisterin von Falkenhain. Sie hat schon einige kleinere Projekte angeschoben, doch fehlt ihr ein großes Projekt, ein „Hit“, mit dem sie sich profilieren kann. Als Sohn Stefan während eines Besuches bei ihr vom Klettergerüst stürzt, geht sie mit ihm ins Ambulatorium, da die Praxis des beliebten Stadtarztes überfüllt ist. Im Ambulatorium sind kaum Patienten, zumal der junge und engagierte Arzt Dr. Jörg Spieder sich aus Frustration über die trägen Einwohner und die endlose Bürokratie entschieden hat, das Angebot einer Chefarztstelle einer Kreisstadt anzunehmen. Rita will ihn in Falkenhain halten. Eine Kollegin organisiert ihr am Wochenende einen Ausritt, wo sie Jörg Spieder trifft. Beide reiten zu einer verfallenen Burg; auf dem Rückweg stürzt Rita, verletzt sich das Handgelenk und muss nun Gips tragen. Da sie mit Jörg auf einem Pferd zurück in die Stadt kam, ist sie mal wieder Mittelpunkt des Tratsches, den Verkäuferin Selma Pospischil jedem erzählt, der in ihrer Nähe ist. Rita kann Jörg nicht zum Bleiben überreden und wendet sich daher an seine Mutter. Die berichtet, dass ihr Sohn mit großen Ambitionen nach Falkenhain gekommen war und das Ambulatorium modernisieren lassen wollte. Er hat dazu ein großes Modell mit den neuen Räumen gebaut, das auf dem Dachboden steht. Rita erkennt, dass die Umsetzung dieser Pläne ihr „Hitprojekt“ werden kann und lässt das Modell im Rathaus aufstellen. Die Gemeindemitglieder sind von den Plänen begeistert, nur Jörg bleibt skeptisch, zumal er kaum Patienten in seiner Praxis hat. Rita lässt Postbotin Flora Wilke in Selma Pospischils Laden von den Umbauplänen und der fachlichen Kompetenz Jörg Spieders berichten und schon bald ist Jörgs Praxis mit neuen Patienten überlaufen. Jörg fühlt sich zu Rita hingezogen und macht ihr einen Heiratsantrag, verliebt sich dann jedoch in die Nichte von Ritas Vermieterin und plant daher, in Falkenhain zu bleiben.
Sportlernachwuchs
In Falkenhain kommt es zu einer großen Diskussion im Rat der Stadt, für welches Bauprojekt die Gelder des laufenden Jahres genutzt werden sollen: Viele Ratsmitglieder sprechen sich für den Sporthallenneubau aus, um der erfolgreichen Damen-Handballmannschaft des Ortes angemessenere Trainingsbedingungen zu verschaffen. Rita jedoch ist für den Umbau der Kinderkrippe und des Kindergartens, für den sich zahlreiche Einwohner starkgemacht haben. Die Entscheidung wird vertagt und schon bald bemüht sich der Trainer der Handballerinnen Hanno Schramm auffällig um Rita und lädt sie zum Ausritt ein. Sie ist zudem zum nächsten Handballspiel der Damen eingeladen, das diese gewinnen. Bei der anschließenden Feier verspricht Rita den Neubau der Sporthalle, wenn die Damenmannschaft am Ende der Saison Bezirksmeister wird. Felix berichtet ihr von einem Fall, als er neuer Bürgermeister war: Um den Bau eines Museums bewilligt zu kriegen, versuchte der Museumsleiter, ihn heimlich mit seiner eigenen Freundin zu verkuppeln und so seine Stimme zu kriegen. Rita erkennt, dass Hanno ähnliches plant. Von ihrer Sekretärin Uschi erfährt sie, dass Hanno schon zwei Jahre mit Evelyn, der Schwester des Wirts Moritz Michalek, verlobt ist, sich jedoch vor der Hochzeit noch „austoben“ will. Evelyn ist die beste Spielerin der Handballer, sodass Rita und Uschi Hanno eine Falle stellen. Sie behaupten, dass Evelyn zur Mannschaft in Hollwangen wechseln wird, weil sie in der Stadt einen neuen Freund gefunden hat. Evelyn spielt das Spiel mit und Hanno erkennt, wie sehr er sie liebt. Kurz darauf findet die Hochzeit von Evelyn und Hanno statt. Evelyn fällt für die Handballmannschaft trotzdem aus, weil sie wie auch ein anderes Teammitglied schwanger ist. Die Mannschaft wird am Ende nicht Bezirksmeister, doch sprechen sich nun alle sowieso für den Umbau von Kinderkrippe und Kindergarten aus, da dieser Bedarf mit einem Mal höher ist.
Der Rat geht baden
Es ist Sommer in Falkenhain, doch gibt es in der Stadt nur das schlecht erhaltene Stadtbad mit einem nutzbaren Kleinkinderbereich. Die Jugend fährt daher nach Leitzendorf, um schwimmen zu gehen. Drei Kilometer vor der Stadt existiert ein Kiesgrubensee, der idyllisch im Wald liegt und der Stadt gehört, jedoch im Zentrum eines zu beschließenden Vertrages steht. Der VEB Kombinat Fernmeldetechnik Hollwangen plant einen neuen Teilbetrieb in Hollwangen zu bauen. Mit dem Rat der Stadt Falkenhain und dem Falkenhainer Zementwerk will der VEB eine Interessensgemeinschaft gründen, die das Erschließen der Kiesgrube als Naherholungsgebiet für die Mitarbeiter des neuen Betriebes und des Zementwerkes vorsieht. Der Rat der Stadt soll als Verwalter des Geländes fungieren, doch akzeptiert Rita nicht, dass die Stadt weder Fonds- noch Nutzungsanteile am zukünftigen Naherholungsgebiet hat. Sie weigert sich, den Vertrag zu unterschreiben, und setzt sich dafür ein, dass auch die kurz vor der Unterzeichnung stehende Standortgenehmigung des neuen Teilbetriebs überdacht wird, da auch Falkenhain als Standort infrage käme. Felix unterstützt sie bei ihrem Vorhaben und verhindert, dass der Vorstand des VEB rechtzeitig zur Vertragsunterzeichnung kommt. Zur Unterzeichnung der Interessensgemeinschaftsgründung wiederum lädt Rita in den Kiesgrubensee ein, wo sie am Ende mit dem Direktor des VEB Richard Kronenberger so lange im Wasser diskutiert, bis er nachgibt. Das Kombinat wird die Einrichtung des Teilbetriebs in Falkenhain prüfen, Falkenhain wird mit Fondsanteilen am Naherholungsgebiet beteiligt, das wiederum auch allen Bürgern zugänglich sein wird. Wenig später setzt sich Falkenhain als Standort für den neuen Teilbetrieb durch. Durch die damit verbundene Mehrarbeit kommt es zum Streit mit Guido, da Rita ihren Urlaub verschieben muss. Trost und Verständnis findet sie bei Moritz Michalek, zumal sich auch Stefan und Moritz’ Tochter, die von ihm allein aufgezogen wird, gut verstehen.
Ein Fund mit Folgen
Auch ein Jahr nach ihrer Ankunft in Falkenhain setzt sich Rita unermüdlich für die Stadt ein und kümmert sich auch um verspätete Busse und nachlässig geführte Einkaufsläden. Eines Tages erscheint Pastor Quering bei ihr: Bei Bauarbeiten im ehemaligen Klosterteil der Kirche wurde eine Urkunde gefunden, die die Stadtgründung von Falkenhain vorverlegt. Die Stadt wurde 1388 gegründet und feiert daher im laufenden Jahr ihr 600. Stadtjubiläum. Beim einberufenen Rathausgespräch werden erste Ideen für ein großes Stadtfest gesammelt. Studienrat Emil Staritz stellt Rita kurz darauf seine Idee eines Festspiels vor, das sich um die mutige Wirtin Katrin Reiser drehen soll, die einst die Belagerung der Stadt durch Soldaten beendete und das Leben des Schultheiß, der ihr Geliebter war, rettete. Rita überzeugt Guido davon, das Festspiel zu inszenieren. Als die Hauptdarstellerin ausfällt, wird Rita als Katrin Reiser besetzt. Moritz Michalek erhält die Rolle des Schultheiß, was ihn und Rita vor die Situation stellt, ein Liebespaar spielen zu müssen, obwohl sie auch in Wahrheit ineinander verliebt sind, dies aber noch geheim halten. Rita kann in ihrer Beziehung zu Guido nur schwer einen Schlussstrich ziehen, da sie ein gemeinsames Kind haben. Das Stadtfest und das Festspiel werden ein großer Erfolg und Guido erkennt, dass Rita und Moritz das Liebespaar nicht nur spielen. In Ritas Büro kommt es zur Aussprache, bei der Rita ihre Liebe zu Falkenhain und zu den Bewohnern und ihrer Arbeit, aber ganz besonders zu Moritz bekräftigt. Erst als durch das Fenster Applaus tönt, wird beiden bewusst, dass ein Festmikro für Durchsagen am Fenster montiert und an war und die Aussprache auf den Rathausplatz übertragen hat. Rita eilt nach draußen, wo Moritz auf sie wartet und sie glücklich in die Arme schließt.

## Produktion

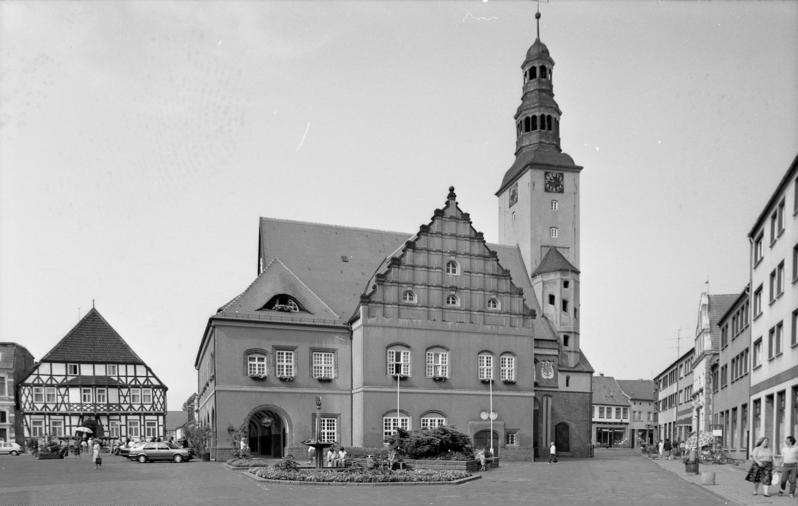
Rathaus Gardelegen 1991, ein Drehort der Serie

Rita von Falkenhain wurde vom Fernsehen der DDR, Abteilung Heitere Fernsehdramatik, konzipiert. Die Dreharbeiten fanden ab 9. August 1988 vorwiegend in Gardelegen statt. Gedreht wurde unter anderem im Rathaus und im Café am Rathaus (im Film Zum Weißen Ross), das für den Dreh umgebaut wurde. Das Haus, in dem Rita zur Untermiete wohnt, befand sich hingegen in Berlin-Johannisthal. Im Vorspann der Serie sind nacheinander die Rathäuser von Tangermünde, Weißenfels, Grimma und Wernigerode zu sehen.
Die Serie versammelt zahlreiche bekannte Darsteller der DDR. Ursprünglich waren auch Fred Delmare und Helga Göring als Darsteller vorgesehen, doch fielen beide wegen Krankheit aus. Ulrike Mai war zum Zeitpunkt der Dreharbeiten erst ein Jahr Mitglied des Fernseh-Schauspielensembles und bezeichnete ihre erste große Rolle 1989 als „eine schöne und schwere Arbeit“. Zahlreiche Einwohner Gardelegens sind als Statisten in der Serie zu sehen und erhielten teilweise sogar Sprechrollen. Für einen Drehtag wurden Statisten 35 Mark pro Tag gezahlt, für eine Sprechrolle bis drei Sätze 50 Mark und bei einem größeren Sprechpart 85 Mark pro Tag.
War Rita von Falkenhain ursprünglich als Siebenteiler geplant, wurde die Serie nach Drehende auf nur fünf Teile zusammengeschnitten, wobei jeder Teil 55 Minuten lang war. „Die Serie war einfach zu schlecht“, fasste der damalige Direktor des Kreiskabinetts für Kulturarbeit Rupert Kaiser 2015 rückblickend zusammen. Die Serienpremiere Antrittsbesuche fand am 28. Juli 1989 auf DDR 1 statt. Die weiteren Folgen wurden am 4., 11., 18. und 25. August 1989 gezeigt. Für spätere Ausstrahlungen erfolgten weitere Schnitte, sodass die Serie teilweise nur als Vierteiler gezeigt wurde. Nach Ausstrahlungen 1999 (N 3), 2011 (MDR) und im Juni/Juli 2018 (MDR) erschien die Serie im Oktober 2018 auf DVD. Bei einer Ausstrahlung der Serie 2022 auf dem MDR variierten die Längen der Einzelfolgen teilweise stark (Teil 1: 46 Minuten, Teil 2: 54 Minuten, Teil 3: 48 Minuten, Teil 4 und 5: 53 Minuten).

## Rezeption
Die Zuschauerbeteiligung bei der Erstausstrahlung lag mit 14,8 % weit unter den Erwartungen. „Interessant, lobenswert und mutig ist das Vorhaben, sich einem so komplizierten und vielschichtigen Gegenstand [= Kommunalpolitik] einmal von der heiteren Seite zu nähern“, urteilte die Zeitung Neues Deutschland nach Ausstrahlung der ersten Folge. In ihrer abschließenden Rezension kritisierte das Neue Deutschland, dass „Ulrike Mai […] vor allem hübsch zu sein [hatte]. Das ist nicht wenig, reicht aber kaum aus, um eine fünfteilige Serie zu tragen.“ Die Zeitung Freiheit kritisierte nach zwei ausgestrahlten Folgen, dass die Serie zu langsam anlaufe: „Wenn eine Serie nur fünf Teile hat und allein zwei gebraucht werden, um die Ankunft und das ‚Fuß fassen‘ der Bürgermeisterin zu beschreiben, ist man gespannt, ob ihr in den drei kommenden Teilen mehr Gelegenheit gegeben wird, wirkliche Probleme der Stadt mit Sachkenntnis und Durchsetzungsvermögen zum Wohle der Bürger zu lösen.“